# Отхвърляне на трансплантант
Отхвърлянето на трансплантант (присадка) е реакция на организъм, претърпял трансплантация, при която присадката се възприема от имунната система на реципиента като чуждо тяло и бива атакувана по същия начин, по който биват атакувани носещите инфекции бактерии и вируси. Отхвърлянето е и най-честото усложнение, което настъпва след трансплантация. То настъпва винаги, когато трансплантантът е от друг биологичен вид (т.е. ксенографт) и в голямата част от случаите, когато трансплантантът е от същия биологичен вид, но с различен генотип (т.е. алографт). Присадки от собственото тяло (автографти) и от тялото на еднояйчен близнак (изографти) не се отхвърлят от организма на реципиента.
За да се сведат до минимум усложненията при тази имунна реакция, предварително се правят изследвания за съвместимостта на донора и реципиента и се подбират двойките с оптимално съвместими антигени, като напълно идентични антигени имат само еднояйчните близнаци. Високата съвместимост намалява остротата на реакцията и подобрява дългосрочните изгледи за преживяемост на реципиента. Въпреки това, възможно е да се направи компромис със съвместимостта поради други фактори, които се отразяват на качеството на трансплантанта, като например времето необходимо за достигане до реципиента в годен за трансплантация вид. Заболяванията на някои пациенти са твърде сериозни, за да могат те да чакат за напълно съвместим донор. В случаите на сърдечни трансплантации донор не може да бъде жив човек, а изборът от високо съвместими донори е силно ограничен.
В зависимост от скоростта на протичане на реакцията по отхвърляне се различават:
- свръхостро отхвърляне – проявява се до 24 часа, но най-често започва още в първите минути след трансплантацията с образуване на тромби и кръвоизливи в кръвоносната система на присадката. Реакцията е толкова скоротечна, че трансплантът изобщо не успява да се кръвоснабди. Причината е в съществуващи антитела в реципиента, които се свързват с наличните в ендотела на присадката антигени. Разпознаването на антигените активира системата на комплемента, които осигуряват неспецифичната хуморална защита на организма, и притока на неутрофили.[4]
- остро отхвърляне – обикновено започва след първата седмица и се причинява се от несъвместими левкоцитни антигени, които могат да бъдат толкова разнообразни, че изключително рядко може да се постигне пълна съвместимост между донор и реципиент. В една или друга степен остро отхвърляне се наблюдава при почти всички пациенти с трансплантация. Причината реакцията да е отложена с около седмица след операцията е в това, че T-клетките свързани с отхвърлянето трябва първо да се диференцират и да се образуват съответните антитела в отговор на присадката. Най-ранните жертви на реакцията са клетките в ендотела на кръвоснабдените трансплантанти каквито са например бъбреците. Рискът продължава до третия месец, а пациентът се лекува с имуносупресанти.[4] Имунната система на реципиента се потиска, за да не се позволи чуждите тъкани или органи да бъдат разрушени. Това лечение е доживотно и не винаги успешно.[2]
- хронично отхвърляне – може да се прояви след месеци и дори години. Характеризира се с артериални запушвания в трансплантанта, които са резултат от пролиферацията на клетки от гладка мускулна тъкан и производството на колаген от фибропластите и които водят до клетъчна смърт и исхемия. Хипотезата е, че хроничното отхвърляне е резултат от продължително потискани множество остри отхвърляния.[4]

Съществуват някои изключения при трансплантациите, когато не се наблюдава имунната реакция по отхвърляне. Такова изключение например са присадките на очни роговици, които тъй като не са кръвоснабдени, до тях не достигат имунни клетки и антитела и те рядко биват отхвърляни от организма.